# Henry David Jocelyn
Henry David Jocelyn FBA (* 22. August 1933 in Bega, New South Wales; † 22. Oktober 2000 in Oxford) war ein britischer Altphilologe australischer Herkunft.

## Leben
Henry David Jocelyn studierte an der Universität Sydney, wo er seinen Abschluss 1954 mit Auszeichnung machte. Anschließend lehrte er mit einer Teaching Fellowship am Department of Latin und vertiefte seine Studien am St John’s College der University of Cambridge, wo er bei Charles Oscar Brink seine Doktorarbeit über den Dichter Quintus Ennius verfasste. 1957 erhielt Jocelyn den First mit der Auszeichnung starred and lettered. Gleichzeitig erhielt er die Sandys Studentship, die ihm einen Aufenthalt an der British School at Rome ermöglichte. Während dieser Zeit lernte er auch den Ennius-Forscher Scevola Mariotti kennen, der ihn sehr prägte.
1959 kehrte Jocelyn an die Universität Sydney zurück, wo er zunächst als Lecturer in Latin lehrte. 1963 wurde er zum Reader, 1969 zum persönlichen Lehrstuhlinhaber ernannt. Verschiedene Rufe an Universitäten im Ausland (USA und Deutschland) lehnte er ab. Erst 1973 wechselte er an die University of Manchester, wo er den Hulme Chair of Latin einnahm. In Manchester blieb er bis zu seinem Eintritt in den Ruhestand (1996). 1982 wurde er zum Mitglied der British Academy gewählt. 1995 erhielt er die Ehrendoktorwürde (Doctor of Letters) der Universität Sydney.
Seit 1987 wirkte Jocelyn als Fahnenleser für den Thesaurus Linguae Latinae. 1994 wurde er zum Delegierten der British Academy in der Internationalen Thesaurus-Kommission bestimmt.